# Paraphloeostiba papuana
Paraphloeostiba papuana (лат.) — вид жуков-стафилинид рода Paraphloeostiba из подсемейства Omaliinae (Staphylinidae). Новая Гвинея: известен из нескольких местностей в Западной Новой Гвинеи (Индонезия) и восточной части Папуа — Новой Гвинеи (Океания).

## Описание
Мелкие коротконадкрылые жуки (около 2 мм). Тело желтовато-коричневое. Задний край брюшного тергита VIII самца округлый; задний край VIII брюшного стернита сильно и широко вогнут; эдеагус с очень широкой базальной частью, постепенно суженной к узкой срединной доле с небольшой округлой вершиной; парамеры слегка не достигают вершины срединной доли, с сильно расширенными апикальными частями, с двумя длинными апикальными и несколькими короткими преапикальными волосками, срединные части каждой парамеры с несколькими очень короткими волосками; внутренний мешок умеренно длинный и узкий, с тремя удлиненными склеротизованными структурами в базальной части. Phloeonomus papuanus был первоначально описан из Папуа — Новой Гвинеи. Стил (Steel 1960) заново описал его и перенес в род Paraphloeostiba. Шаврин (2023) заново описал его и впервые проиллюстрировал сперматеку. Длина тела этого вида может варьировать от 1,27 до 1,85 мм. Самец был впервые описан в 2024 году.